# Abisag Tüllmann

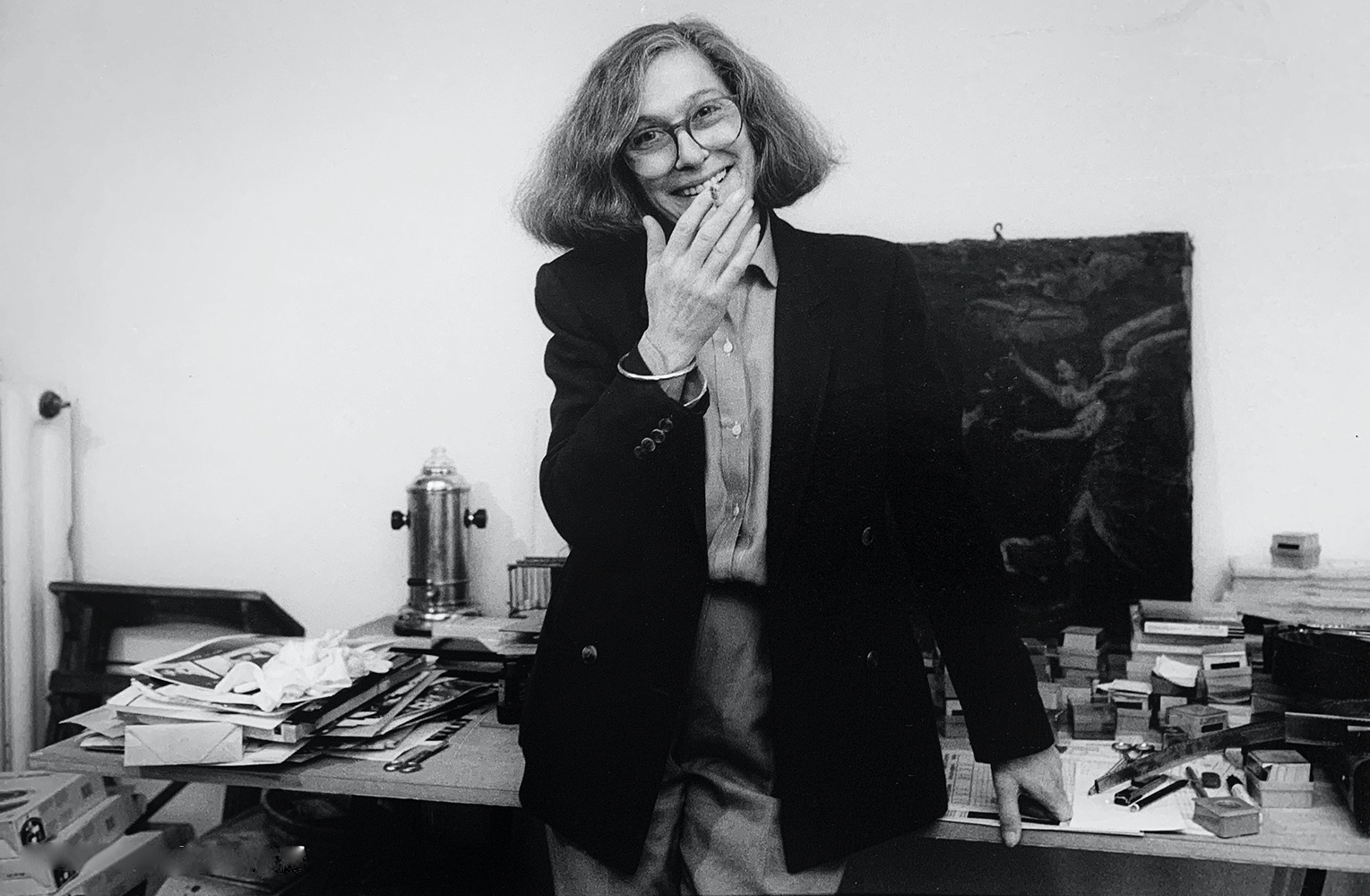
Abisag Tüllmann a Francoforte nel 1990

Abisag Tüllmann, vero nome Ursula Eva Tüllmann (Hagen, 7 ottobre 1935 – Francoforte sul Meno, 24 settembre 1996), è stata una fotografa tedesca.

## Biografia
Figlia di Franz Tüllmann, parrucchiere, e di Hedwik Frankel, contabile. Il nonno materno, commerciante, proveniva da una famiglia ebrea. Mentre il padre fu costretto a vendere la sua attività, la madre, considerata mezzo ebrea ("Halbjüdin"), nel 1944 fu trasferita a Liebau ai lavori forzati, poi divenuto polacco col nome di Lubawka, nella Slesia, uno dei 96 sottocampi nazisti del Campo di concentramento di Gross-Rosen.
Terminati gli studi a Wuppertal, si avvicina alla fotografia presso lo studio di pubblicità diretto dallo scrittore Paul Pörtner. Nel 1957 Tüllmann si trasferisce a Francoforte sul Meno. Negli anni seguenti lavora, quale giornalista, con testate come Frankfurter Allgemeine Zeitung, Zeit, Magnum (Colonia), Publik.
Dal 1968 al 1971 intraprende numerosi viaggi tra cui  Algeria, Zimbabwe, Sudafrica, Tokyo, Corea del Sud, Polonia, Zambia, Libano e soprattutto in Israele. Viaggi nei quali riprende ad esempio i movimenti di liberazione coloniale e la guerra israelo-palestinese. Con la medesima attenzione si pone anche nei confronti di eventi sociali e politici come il movimento studentesco del 1968, come i senzatetto di Francoforte oppure la lotta a favore dell'aborto del movimento femminista nei Paesi Bassi.
Parallelamente realizza numerosi ritratti, alcuni dei quali divenuti famosi, come quelli a Jimmy Carter, Yassir Arafat, Nelson Mandela, Helmut Kohl, Claudia Honegger, Daniel Cohn-Bendit, Joschka Fischer, Rudi Dutschke, Joseph Beuys.
A partire dal 1964 si dedica anche al teatro fotografando per i teatri Schaubühne e Schiller di Berlino, Staatstheater di Stoccarda, Schauspielhaus di Bochum, Burgtheater di Vienna, Théâtre de la Monnaie di Bruxelles, Théâtre de Vidy di Losanna, e dal 1991 per il Festival di Salisburgo. In questo ruolo è considerata uno dei più grandi fotografi tedeschi di teatro.
Dal 1970 insegna alla German Film and Television Academy di Berlino e nei college di Kassel, Mainz, Francoforte sul Meno e Amburgo.

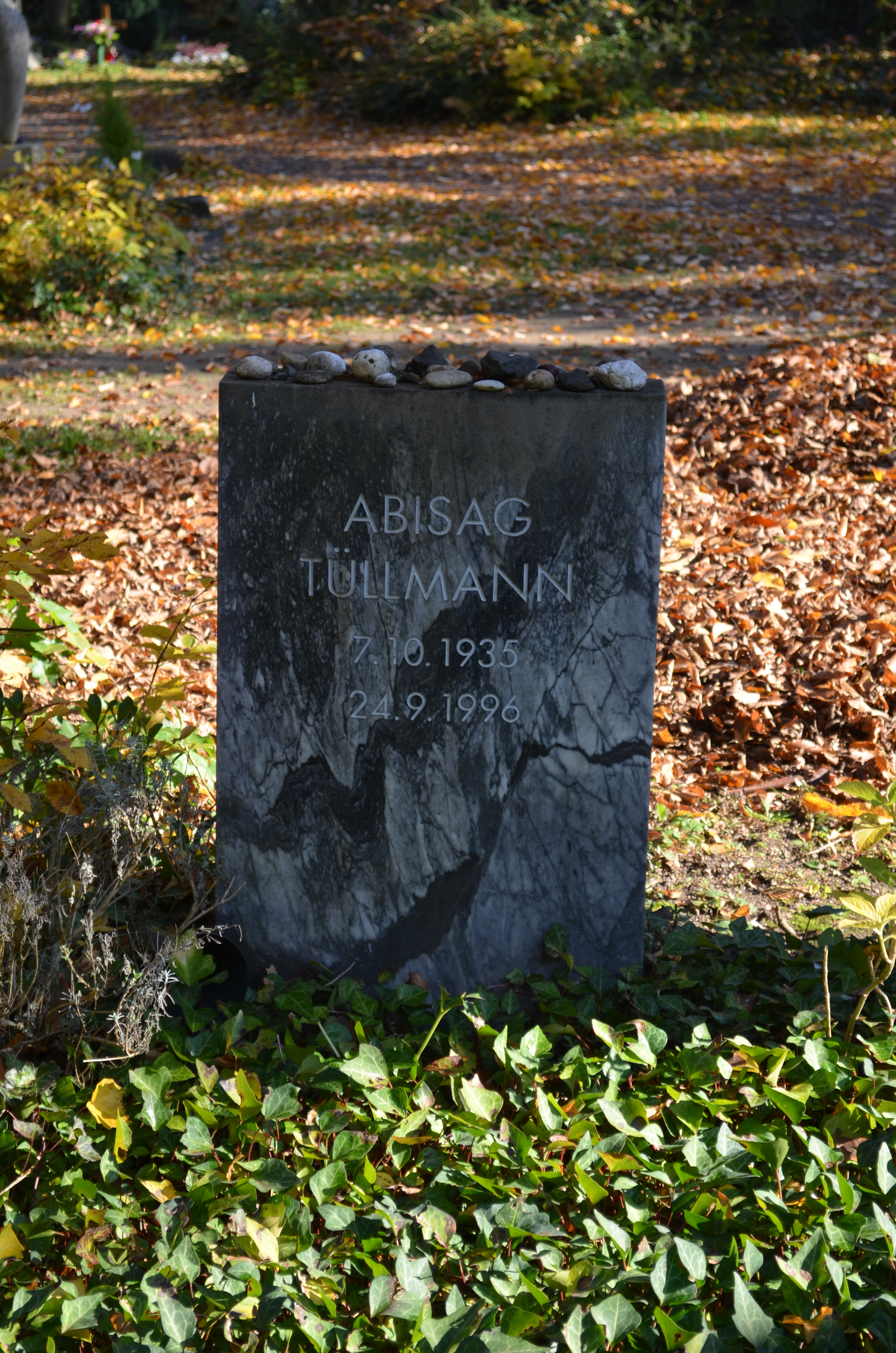
La lapide al cimitero di Francoforte

Muore nel 1996, viene sepolta nel cimitero di Francoforte. Per volere testamentario, è stato fondato nel 2008 l'Abisag-Tüllmann-Stiftung che, oltre a realizzare pubblicazioni e mostre sul lavoro della Tüllmann, promuove il giornalismo dell'immagine.

## Tributi
Nel 2014 è uscito il film di Claudia von Alemann dal titolo La donna con la macchina fotografica - Ritratto della fotografa Abisag Tüllmann. Si tratta di un documentario sulla vita e le opere della fotografa tedesca, in cui vengono mostrate oltre 500 immagini che vanno dal 1960 al 1990, e allo stesso tempo narra la storia di una lunga amicizia con la regista.